# カネボウ木曜劇場
『カネボウ木曜劇場』（カネボウもくようげきじょう・Kanebo Thursday Theater）は、2002年4月から2003年3月までTBS系列で毎週木曜22:00 - 22:54（JST）に放送していたドラマ枠のタイトルである。

## 概要
カネボウの一社提供番組であり、1999年10月からのバラエティ枠に代わり、特に女性層に見てもらうことをコンセプトに企画・制作された。
カネボウグループの一社提供はこの1年間のみであるが、その後もコマーシャルを2003年3月まで提供しており、この期間のみ、通常の30秒バージョンのサウンドロゴを廃止していた。ただし、提供クレジット表示には名を連ねておらず、パーティシペーション扱いとなっている。また、カネボウホームプロダクツ、カネボウ薬品、カネボウフーズのCMを15秒ずつ流していた。
日本テレビ系列の秋田放送では3日遅れの日曜正午、福井放送では9日遅れの土曜午後に放送されていたが、この2局は「カネボウドラマ劇場」のタイトルで、ロゴはゴールドを基調としたやや小ぶりのフォントであった。

## 作品リスト
1. しあわせのシッポ（主演:水野美紀、2002年4月 - 6月）
2. ぼくが地球を救う（主演:内村光良、2002年7月 - 9月）
3. 真夜中の雨（主演:織田裕二、2002年10月 - 12月）
4. 年下の男（主演:稲森いずみ、2003年1月 - 3月）